# Incubocnus bimarsupiis
Incubocnus bimarsupiis is een zeekomkommer uit de familie Cucumariidae. De wetenschappelijke naam van de soort werd als Neocnus bimarsupiis in 1992 gepubliceerd door Mark O'Loughlin & Tim O'Hara.